# Tianna
Tianna est le nom de scène d'une actrice pornographique américaine.

## Biographie
Tianna a débuté dans la pornographie en 1989, à l'âge de 26 ans. Elle était une des actrices favorites de John Stagliano, qui l'a faite jouer dans plusieurs titres de sa série Buttman au début des années 1990.
En septembre 1990, elle est en couverture de Hustler Erotic Video Guide.
Elle arrête sa carrière d'actrice en 1995. Elle est membre de l'AVN Hall of Fame.

## Récompenses
- 1992 : AVN Award de la meilleure allumeuse (Best Tease Performance) pour Indian Summer
- 1994 : AVN Award du meilleur second rôle féminin (Best Supporting Actress - Film) pour Justine
- 1994 : AVN Award de la meilleure allumeuse (Best Tease Performance) pour Justine

## Filmographie sélective
- Whore of the Roses (1989)
- The Adventures of Buttman (1989)
- Shadow Dancers I (1991)
- Buttman vs. Buttwoman (1992)
- Justine (1992)
- Buttwoman Does Budapest (1992)
- Buttwoman Back in Budapest (1993)
- Memories Of Dolly 2 (1993)
- Buttman Goes to Rio 4 (1993)
- Deep Inside Debi Diamond (1995)